# Эдуардо да Силва
Эдуа́рдо А́лвес да Си́лва (порт.-браз. Eduardo Alves da Silva; род. 25 февраля 1983, Рио-де-Жанейро, Бразилия), более известен как просто Эдуардо — хорватский футболист бразильского происхождения, нападающий. Выступал в сборной Хорватии.

## Карьера

### Ранние годы
Выступал за молодёжный клуб «Нова Кеннеди» из родного Рио-де-Жанейро. В 1998 году в 15 лет его родители переехали в Загреб, а он пошёл заниматься футболом в школу местного «Динамо».
Позже он был отдан в годичную аренду в клуб «Бангу». Затем вернулся в «Динамо» и вскоре подписал профессиональный контракт с клубом. Эдуардо дебютировал в первой команде «Динамо» в сентябре 2001 года.
В сезоне 2002/2003 был отдан в аренду другому хорватскому клубу «Интер (Запрешич)», где забил 10 голов в 15 матчах.

### «Динамо» (Загреб)

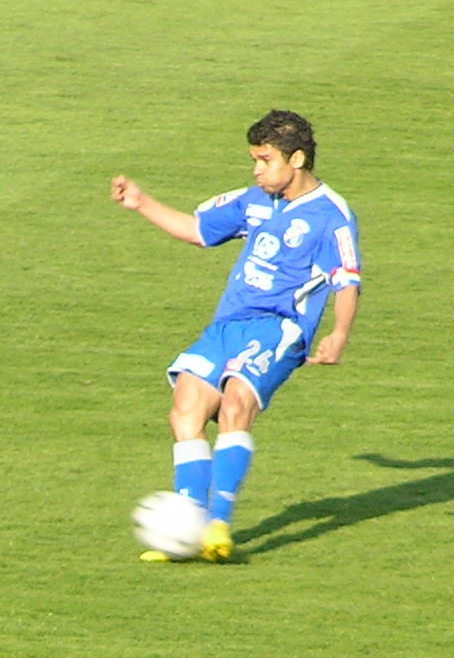
Эдуардо исполняет свободный удар в составе «Динамо»

Возвратившись из аренды, Эдуардо достаточно быстро закрепился в составе «Динамо». В 2004, 2006 и 2007 годах он признавался лучшим игроком хорватского чемпионата, выиграв в составе хорватского клуба 2 чемпионата, Кубок и Суперкубок Хорватии.
Сезон 2006/07 стал самым успешным для Эдуардо в составе загребского клуба, поскольку он наколотил 34 мяча в 32 матчах.

### «Арсенал» (Лондон)

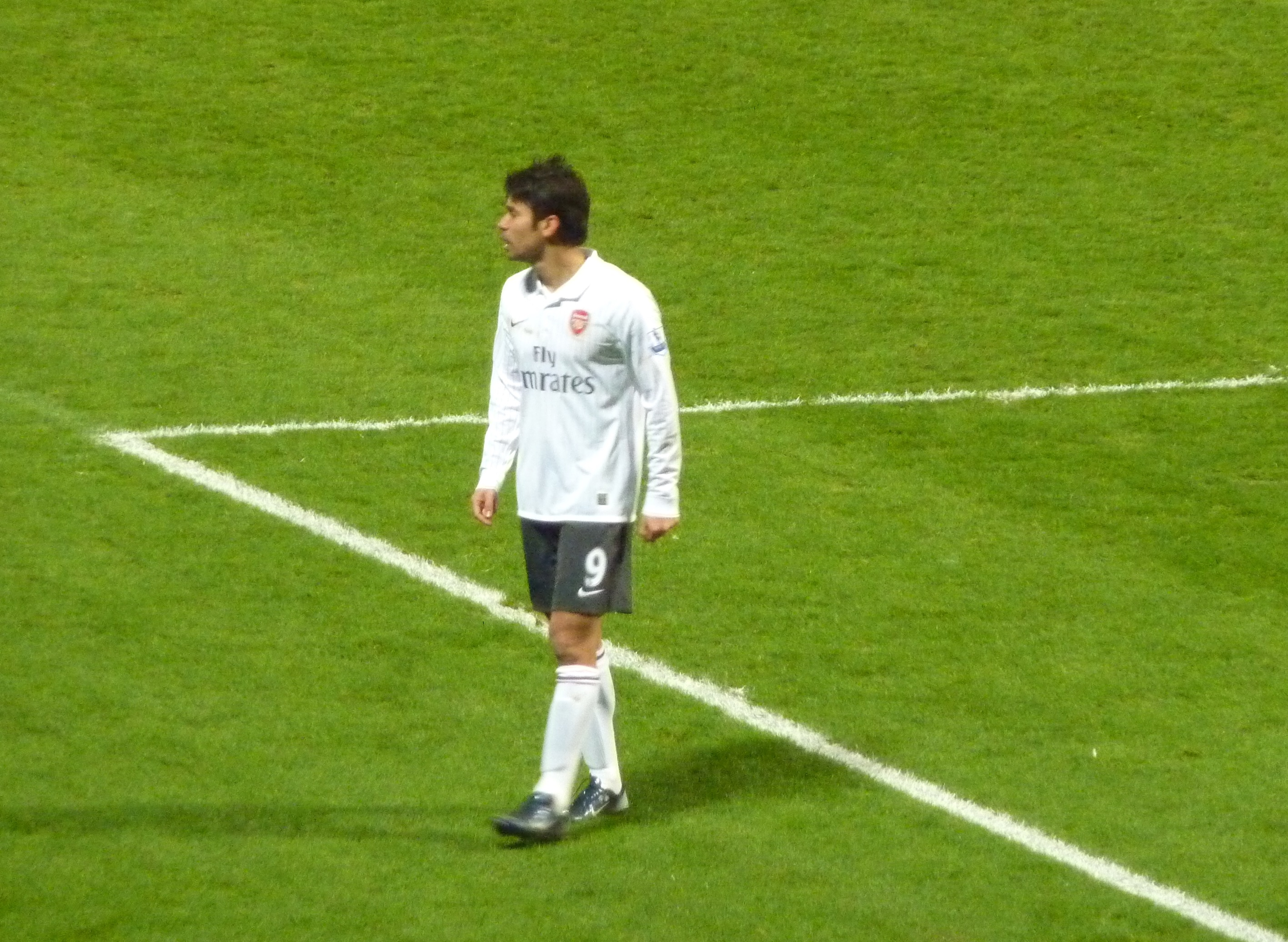
Эдуардо в составе «Арсенала»

3 июля 2007 года лондонский «Арсенал» подтвердил, что Эдуардо перешёл в английский клуб за 7,5 млн фунтов стерлингов.
Дебютировал Эдуардо в составе «Арсенала» 19 августа 2007 г. в ничейном матче против «Блэкберн Роверс» (1:1). 10 дней спустя он забил свой первый гол за новый клуб в ворота пражской «Спарты». К концу 2007 года Эдуардо закрепился в основном составе «Арсенала», забив в течение 2 последующих месяцев несколько голов, отдав 2 голевые передачи и заработав пенальти.
23 февраля 2008 года в матче с «Бирмингемом» получил ужасную травму, в столкновении с Мартином Тейлором (открытый перелом ноги). Спустя почти год, 16 февраля 2009 года Эдуардо вновь вышел на поле в составе Арсенала и сделал дубль в матче 1/16 финала Кубка Англии поразив ворота «Кардифф Сити», но из-за травмы не смог отыграть весь матч. В Премьер-Лиге он впервые вышел на поле после травмы в матче-открытии сезона 2009—2010, в котором «Арсенал» уничтожил «Эвертон» 6:1.
Неделю спустя произошёл неприятный инцидент в матче против шотландского «Селтика», в котором Эдуардо совершил «нырок» за что позже получил дисквалификацию на 2 европейских матча, но позже это решение было аннулировано. 18 ноября 2009 года Эдуардо подписал новый долгосрочный контракт с «Арсеналом».

### «Шахтёр»
21 июля 2010 года Эдуардо подписал четырёхлетний контракт с донецким «Шахтёром», во главе с Мирчей Луческу. Информация о сумме трансфера не была разглашена по договорённости между «Арсеналом» и «Шахтёром». Большую роль в переходе Эдуардо в «Шахтёр» сыграл Дарио Срна его партнёр по сборной. «Шахтёр» интересовался Эдуардо ещё три года назад, когда он выступал за «Динамо». 23 июля 2010 года он был презентован, Эдуардо взял себе 11-й номер. Презентация состояла из пресс-конференции с журналистами, а после Эдуардо жонглировал мячом на «Донбасс Арене». В Премьер-лиге Украины дебютировал 7 августа 2010 года в домашнем матче против клуба «Севастополь» (5:0), Эдуардо вышел в стартовом составе, отыграв один тайм он был заменён на Луиса Адриано. После матча Луческу остался доволен игрой Дуду. Первый гол в чемпионате забил 21 августа 2010 года в выездном матче против луцкой «Волыни» (0:1), Эдуардо вышел на 56 минуте вместо Жадсона, а на 74 минуте поразил ворота Иссы Ндойе. В Лиге чемпионов за «Шахтёр» дебютировал 28 сентября 2010 в выездном матче против португальской «Браги» (0:3), Эдуардо вышел на поле на 75 минуте вместо Луиса Адриано. В двух матчах против киевского «Динамо» в рамках Datagroup-Кубка Украины он отличился 3 голами — один раз в финале Кубка-2011 на стадионе «Юбилейный» в Сумах (2:0), и дважды в матче 1/8 финала Кубка-2012, где на стадионе «Динамо» имени В. В. Лобановского киевляне принимали «Шахтер» (2:3).
10 июля 2012 года Эдуардо в составе «Шахтёра» стал обладателем Суперкубка Украины после победы в Луганске в матче против донецкого «Металлурга». Во время празднования завоевания трофея кубок разбился, распавшись на две части, и верхняя часть награды покидала стадион в руках Эдуардо.
7 июля 2014 года стало известно, что Эдуардо покидает «Шахтёр».
Летом 2015 года вернулся в «Шахтёр» в статусе свободного агента. Как оказалось все это время, которое Эдуардо проводил в Бразилии, в структуре «Шахтера» продолжали следить за ним. Вернувшись в донецкий клуб бразильский хорват стал настоящим джокером Мирчи Лучески как в чемпионате Украины, так и в еврокубках — неоднократно забивая решающие голы, выходя на замену ближе к концу второго тайма. 23 декабря 2016 у футболиста закончился контракт, и стороны решили его не продлевать.

### «Атлетико Паранаэнсе»
В 2017 году вернулся на родину — в «Атлетико Паранаэнсе».

### «Легия»
4 января 2018 года подписал контракт на 1 год с клубом «Легия».

### Сборная Хорватии
В отборочном турнире чемпионата Европы 2008 года Эдуардо стал лучшим бомбардиром в группе Е (10 голов)

## Достижения

### Командные
- Чемпион Хорватии (2): 2005/06, 2006/07
- Чемпион Украины (4): 2010/11, 2011/12, 2012/13, 2013/14
- Чемпион Польши: 2017/18
- Обладатель Кубка Польши: 2017/18
- Обладатель Кубка Украины (4): 2010/11, 2011/12, 2012/13, 2015/16
- Финалист Кубка Украины: 2013/14
- Обладатель Суперкубка Украины: 2012
- Обладатель Кубка Хорватии (2): 2003/04, 2006/07
- Обладатель Суперкубка Хорватии (3): 2003, 2004, 2006

### Личные
- Футболист года в Хорватии: 2006
- Лучший бомбардир чемпионата Хорватии: 2006/07
- Рекордсмен чемпионата Хорватии по количеству голов в одном сезоне: 34 гола
- Член бомбардирского Клуба Максима Шацких: 57 голов.

## Статистика выступлений

### Клубная
Данные на 11 мая 2014 года
| Клуб             | Сезон            | Чемпионат | Чемпионат | Кубок | Кубок | Еврокубки | Еврокубки | Прочие | Прочие | Всего | Всего |
| Клуб             | Сезон            | Игры      | Голы      | Игры  | Голы  | Игры      | Голы      | Игры   | Голы   | Игры  | Голы  |
| ---------------- | ---------------- | --------- | --------- | ----- | ----- | --------- | --------- | ------ | ------ | ----- | ----- |
| Динамо З         | 2001/02          | 4         | 0         | ?     | ?     | -         | -         |        | -      | ?     | ?     |
| Интер З          | 2002/03          | 15        | 10        | ?     | ?     | -         | -         | -      | -      | ?     | ?     |
| Динамо З         | 2003/04          | 24        | 9         | 5     | 2     | 6         | 1         | 1      | 1      | 36    | 13    |
| Динамо З         | 2004/05          | 21        | 10        | 2     | 0     | 7         | 1         | 1      | 0      | 31    | 11    |
| Динамо З         | 2005/06          | 27        | 20        | 2     | 1     | -         | -         | -      | -      | 29    | 21    |
| Динамо З         | 2006/07          | 32        | 34        | ?     | ?     | 6         | 5         | 1      | 1      | ?     | ?     |
| Хорватия         | Хорватия         | 123       | 83        | ?     | ?     | 19        | 7         | 3      | 2      | ?     | ?     |
| Арсенал          | 2007/08          | 17        | 4         | 3     | 1     | 6         | 3         | 5      | 4      | 31    | 12    |
| Арсенал          | 2008/09          | -         | -         | 2     | 3     | 2         | 0         | -      | -      | 4     | 3     |
| Арсенал          | 2009/10          | 24        | 4         | 2     | 1     | 5         | 2         | 1      | 0      | 32    | 7     |
| Англия           | Англия           | 41        | 7         | 7     | 5     | 13        | 5         | 6      | 4      | 67    | 21    |
| Шахтёр           | 2010/11          | 22        | 6         | 3     | 2     | 8         | 4         | -      | -      | 33    | 12    |
| Шахтёр           | 2011/12          | 16        | 5         | 1     | 2     | 5         | 0         | -      | -      | 22    | 7     |
| Шахтёр           | 2012/13          | 20        | 4         | 4     | 0     | 3         | 0         | 1      | 0      | 28    | 4     |
| Шахтёр           | 2013/14          | 23        | 9         | 5     | 4     | 2         | 0         | -      | -      | 30    | 13    |
| Украина          | Украина          | 81        | 24        | 13    | 8     | 18        | 4         | 1      | 0      | 113   | 37    |
| Всего за карьеру | Всего за карьеру | 245       | 115       | ?     | ?     | 50        | 16        | 10     | 6      | ?     | ?     |

- Прочие — Национальный суперкубок и Кубок Лиги

## Характеристика игры
Часто играет на левом фланге атаки.

## Личная жизнь
В 2000 году познакомился со своей будущей женой Андреей. Его дочь Лорен разговаривает на хорватском языке.